# 100 лучших романов по версии Современной библиотеки
100 лучших романов Современной библиотеки ― список лучших англоязычных романов 1998 года, опубликованных в течение XX века. Произведения выбирались из 400 книг, опубликованных издательством Random House, владеющим Современной библиотекой. Цель списка состояла в том, чтобы привлечь внимание общественности к Современной библиотеке и стимулировать продажи её книг. В том же году был создан отдельный список 100 лучших научно-популярных книг Современной библиотеки из 100 лучших научно-популярных книг XX века.

## Список редакторов
В начале 1998 года Современная библиотека провела опрос своей редакционной коллегии, чтобы узнать их мнение о 100 лучших романах. В состав наблюдательного совета входили Дэниел Дж. Бурстин, А. С. Байатт, Кристофер Серф, Шелби Фут, Вартан Грегориан, Эдмунд Моррис, Джон Ричардсон, Артур Шлезингер-младший, Уильям Стайрон и Гор Видал. Все, кроме Грегориана, были опубликованы Random House или аффилированной компанией.
«Улисс» Джеймса Джойса возглавил список, за ним последовали «Великий Гэтсби» Скотта Фицджеральда и «Портрет художника в юности» Джойса. Самый последний роман в списке ― «Железная трава» Уильяма Кеннеди, опубликованный в 1983 году. Самый старый ― «Путь всякой плоти» Сэмюэля Батлера, написанный между 1873 и 1884 годами, но опубликованный только в 1902 году. «Сердце тьмы» Джозефа Конрада, изданное в 1899 году, является единственным романом, опубликованным в 19 веке. Позже он был переиздан в виде книги в 1902 году. У Конрада в списке четыре романа, больше, чем у любого автора. Уильям Фолкнер, Э. М. Форстер, Генри Джеймс, Джеймс Джойс, Д. Х. Лоуренс и Эвелин Во написали по три романа. Есть ещё десять авторов с двумя романами.
В следующей таблице показаны десять лучших романов из списка редакторов:
| #  | Год  | Название                   | Автор                     |
| -- | ---- | -------------------------- | ------------------------- |
| 1  | 1922 | Улисс                      | Джеймс Джойс              |
| 2  | 1925 | Великий Гэтсби             | Фрэнсис Скотт Фицджеральд |
| 3  | 1916 | Портрет художника в юности | Джеймс Джойс              |
| 4  | 1955 | Лолита                     | Владимир Набоков          |
| 5  | 1932 | О дивный новый мир         | Олдос Хаксли              |
| 6  | 1929 | Шум и ярость               | Уильям Фолкнер            |
| 7  | 1961 | Уловка-22                  | Джозеф Хеллер             |
| 8  | 1940 | Слепящая тьма              | Артур Кёстлер             |
| 9  | 1913 | Сыновья и любовники        | Дэвид Герберт Лоренс      |
| 10 | 1939 | Гроздья гнева              | Джон Стейнбек             |